# 小川聖子
小川 聖子 （おがわ せいこ、1958年 - ）、神奈川県横須賀市出身の料理研究家。博士（学術）、管理栄養士。

## 経歴
1977年に神奈川県立横須賀高等学校を卒業後、「食べることで人間を健康にしたり、病気を防いだりする」という考えから栄養学の扉を開けてみようと考え女子栄養大学へ進学し、在学中に最初の仕事として大学の講師から、生命保険会社のリーフレット内にあるお菓子コーナーの連載の仕事を紹介される。その後、本や料理教室の仕事の他にもテレビCMやポスター、映画の仕事をし、伊丹十三監督の映画「タンポポ」ではフードコーディネーターとしてロケ地に出向き、ラーメンを600杯作った。そして1998年に「キユーピー3分クッキング」の講師として出演依頼があり、一度は「私には無理です」と断ったものの、その後、2014年3月に番組を卒業するまで約15年間講師として出演した。現在は家の光協会主催の「クッキング・フェスタ」に料理講師として出演している他、雑誌・新聞・単行本の執筆、食品会社の商品開発等の仕事をしている。

## メディア

### テレビ
- キユーピー3分クッキング （日本テレビ、1998年12月21日[2]～2014年3月22日[3]、2017年1月7日～2月25日）
- きょうの料理 （NHK、2002年6月6日、2003年9月2日[4]）
- 元気一番 健康道場 （NHKBS2、2003年4月～9月）
- 味楽る!ミミカ[5] （NHK、登場する料理の監修を2006年～2007年度まで担当）
- ドラナビ「専業主婦探偵～私はシャドウ」[6] （TBSチャンネル、2011年10月21日）

### 著書
- 愛のステップ離乳食―ベビーダイアリー兼用 (小学館LADY BIRD実用シリーズ―P.and安心Books) （小学館、1994年7月）
- 和風のお菓子 - おいしいホームメイド （雄鶏社、1997年11月10日）
- 焼きっぱなしの簡単ケーキ - 素朴な味わいがうれしい! (マイライフシリーズ特集版) （グラフ社、2000年12月）
- 野菜を食べなきゃ!まんぞくレシピ90 （池田書店、2007年5月）
- 無印良品のシリコーン調理ケースでつくるレンジでかんたんごはん(MUJI Recipe Book) （徳間書店、2011年3月17日）

他、多数。